# 国鉄チサ1600形貨車
国鉄チサ1600形貨車（こくてつチサ1600がたかしゃ）は、1946年（昭和21年）からトキ900形を種車として改造製作された、日本国有鉄道の20 t 積貨車（長物車）である。
本項では、同じくトキ900形から改造製作された10 t 積の長物車であるチ500形についても記述する。

## チサ1600形
駐留軍が自動車を大量に日本へ持ち込んだことを受け、自動車を輸送するために長物車が必要となり、当時、戦後の輸送体系の変化で余剰となっていた戦時設計車トキ900形から改造製作された車両である。
1946年（昭和21年）4月から1948年（昭和23年）にかけて400両が大宮・大井・松任・吹田・幡生・名古屋・鷹取・高砂の各工場で改造製作された。番号は以下のとおりである。
- チサ1600 - チサ2203（欠番あり）

改造に際しては妻板とあおり戸を撤去し、床板は9本の荷摺木を持つ新製したものに交換し、側面には8本の柵柱を新設した。なお、台枠・走行装置・ブレーキといった下回りは種車からそのまま流用している。このためチサ1600形は種車同様三軸貨車であった。長物車にて本形式の他に三軸貨車の形式には、チ500形（361両）、チム1形（6両）、チサ100形（500両）、チサ800形（25両）、チサ1000形（300両）、チサ1300形（25両）の6形式があった。
1968年（昭和43年）10月1日ダイヤ改正（ヨンサントオ）において同時点での在籍車16両は北海道内の限定運用車に指定され、車体側面に黄1号の帯と「道外禁止」の標記が追加され、チサ100形と混用された。
改造から数年で廃車となる車両も現れ、1971年（昭和46年）度末時点では3両にまで減少したが、1983年（昭和58年）に形式消滅した。

### 譲渡
1961年（昭和36年）5月29日、3両（チサ1724、チサ1605、チサ1722）が北海道拓殖鉄道に譲渡され、チサ1形（チサ1 - チサ3）となった。

## チ500形
チ500形は、チサ1600形と同じくトキ900形を改造した10 t 積みの長物車である。こちらは遊車運用を主目的として製作された車両で、1952年（昭和27年）4月から1956年（昭和31年）11月にかけて国鉄各工場で361両が製作された。番号は以下のとおりである。
- チ500 - チ850、チ866 - チ875

なお、チ851 - チ865は欠番である。
改造に際しては妻板とあおり戸を撤去し、下回りはそのまま流用した。遊車運用が主目的であるため、荷摺木や柵柱はなく、床面はフラットである。
1968年（昭和43年）10月1日ダイヤ改正（ヨンサントオ）において同時点での在籍車49両は構内専用車及び北海道内の限定運用車に指定され、車体側面に黄1号の帯が追加され、北海道内の限定運用車については「道外禁止」の標記も追加された。
末期は事業用車として使用される車両もあり、1987年（昭和62年）に形式消滅した。